# Nova Germania
Nova Germania (łac. Diocesis Novagermaniensis) – stolica historycznej diecezji we Cesarstwie rzymskim w prowincji Numidia zlikwidowana w VII w. podczas ekspansji islamskiej, współcześnie w północnej Algierii. Obecnie katolickie biskupstwo tytularne. 

## Biskupi tytularni
| Lp. | Biskup                     | Funkcja                                             | Od               | Do               |
| --- | -------------------------- | --------------------------------------------------- | ---------------- | ---------------- |
| 1   | Hugo Eduardo Polanco Brito | administrator apostolski Santo Domingo (Dominikana) | 14 marca 1966    | 20 stycznia 1970 |
| 2   | Carmelo Cassati            | biskup pomocniczy Pinheiro (Brazylia)               | 27 kwietnia 1970 | 26 maja 1978     |
| 3   | Paul Wehrle                | biskup pomocniczy Fryburga (Niemcy)                 | 14 kwietnia 1981 |                  |